# Одескальки, Карло
Карло Одескальки (итал. Carlo Odescalchi; 5 марта 1785, Рим, Папская область — 17 августа 1841, Модена, Моденское герцогство) — итальянский куриальный кардинал, иезуит. Внучатый племянник кардинала Бенедетто Эрба-Одескальки и племянник кардинала Антонио Мария Эрба-Одескальки. Архиепископ Феррары с 10 марта 1823 по 2 июля 1826. Про-префект Священной Конгрегации по делам епископов и монашествующих с 18 ноября 1824 по 5 февраля 1828. Префект Священной Конгрегации по делам епископов и монашествующих с 5 февраля 1828 по 21 ноября 1834. Архипресвитер патриаршей Либерийской базилики с 22 декабря 1832 по 21 ноября 1834. Вице-канцлер Святой Римской Церкви с 15 апреля 1833 по 19 декабря 1834. Губернатор Рима с 29 октября 1834 по 30 ноября 1838. Генеральный викарий Рима и префект Священной Конгрегации по делам резиденций епископов с 21 ноября 1834 по 30 ноября 1838. Кардинал-священник с 10 марта 1823, с титулом церкви Санти-XII-Апостоли с 16 мая 1823 по 15 апреля 1833. Кардинал-священник с титулом церкви Сан-Лоренцо-ин-Дамазо in commendam с 15 апреля 1833 по 19 декабря 1834. Кардинал-епископ Сабины с 15 апреля 1833 по 30 ноября 1838. 

## Биография
Праправнучатый племянник папы римского Иннокентия XI. Внучатый племянник кардиналов Бенедетто Эрба-Одескальки. Племянник кардиналов Антонио Эрба-Одескальки и Джакомо Джустиниани. 